# Hendrik Waalkens jr.
Hendrik Waalkens jr. (Blijham, 27 november 1897 - Groningen, 11 november 1980) was een Nederlandse burgemeester.

## Leven en werk
Waalkens was een zoon van de burgemeester Harm Pieter Herman Waalkens en Annette Gesine van Heteren. Waalkens was een telg uit een geslacht van herenboeren, waarvan diverse leden tevens bestuurlijke functies vervulden in het Groningse Oldambt. Zijn vader was burgemeester van Wedde en zijn gelijknamige grootvader Hendrik was burgemeester van Nieuwolda. Hij werd in november 1935 benoemd tot burgemeester van Wedde, als opvolger van zijn vader. In juli 1946 werd hij benoemd tot burgemeester van Vlagtwedde. Hij trouwde op 27 april 1921 te Groningen met de in Oude Pekela geboren Hillegien Kuiper, dochter van de scheepsbouwer Jan Kuiper en Mettien de Vries. Waalkens overleed in november 1980 op 82-jarige leeftijd te Groningen.
Zijn zoon Harry Waalkens was lid van de Tweede Kamer voor de VVD.